# KAC Kénitra
KAC de Kénitra (arabisch Annadi Al-Qonaitiri), ist ein im Jahr 1938 gegründeter Fußballverein in der marokkanischen Stadt Kénitra.

## Geschichte
Der Kénitra Athlétic Club wurde 1938 ausschließlich für marokkanische Spieler gegründet. Nachdem man in den Anfangsjahren nur unterklassig gespielt hatte, gelang 1956 der Aufstieg in die erste Liga.
Obwohl bereits 1960 der erste Meistertitel erspielt wurde, gelten die 1970er und frühen 1980er Jahre als die erfolgreichste Zeit des Vereins. Vier Meisterschaften wurden errungen, zudem beendete man zwei Mal die Spielzeit als Vizemeister. Außerdem gelang der mehrmalige Einzug ins Pokalfinale und der Einzug ins Finale der Arabischen Meisterschaft. Zu dieser Zeit wurden viele Spieler des Vereins in die marokkanische Fußballnationalmannschaft berufen.
Im Jahr 1995 musste der Verein in die zweite marokkanische Liga absteigen; 2003 gelang der Wiederaufstieg, um allerdings nach nur einer Spielzeit wieder abzusteigen. In der Saison 2007/08 gelang der erneute Aufstieg.

## Erfolge
- Marokkanischer Meister: 1960, 1973, 1981, 1982
- Marokkanischer Vizemeister: 1979, 1985
- Marokkanischer Zweitligameister: 2002
- Marokkanischer Pokalsieger: 1961
- Marokkanischer Pokalfinalist: 1969, 1976, 1991